# Chris Hoy
Sir Chris Hoy (n. 23 martie 1976, Edinburgh, Scoția, Regatul Unit) este un ciclist scoțian. Chris a fost campion olimpic și de mai multe ori campin mondial la ciclism de pistă (velodrom). Înainte de ciclism, Chris Hoy a participat la întreceri de BMX sau canotaj. În anul 2008 el este numit "Sportivul anului" în Marea Britanie. Chris Hoy este considerat cel mai bun sportiv scoțian. La 1 ianuarie 2009 este ridicat de regina Angliei la rangul de cavaler. În același an trebuie să abandoneze sportul, deoarece se accidentează grav la concursul de ciclism din Copenhaga.